# Toreig còmic

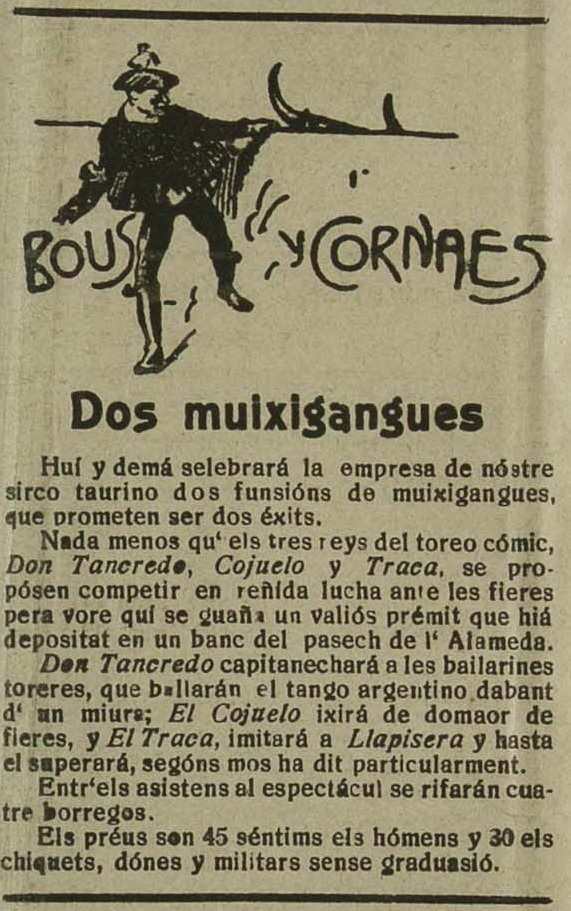
Notícia a La Traca on s'anuncia una funció de toreig còmic (1917).

El toreig còmic o toreig bufo (en castellà, toreo cómico o toreo bufo) o moixigangues és una variant de la tauromàquia de caràcter còmic. També es coneix com a charlotada, a causa del malnom de l'artista Carmelo Tusquellas, qui actuava vestit de Charlot, el personatge de Charles Chaplin. A banda de Tusquellas, altres artistes que van destacar en el toreig còmic són Rafael Dutrús i José Colomer, amb qui participaria en un trio anomenat la «troupe de Charlot, Llapisera i Botones». Gran figura del toreig còmic valencià, Dutrús va actuar també amb la formació musical la Banda de l'Empastre.
Una altra figura destacada del toreig còmic és Pablo Celis Cuevas, responsable de l'espectacle El bombero torero, on actuava vestit de bomber i on persones que patien nanisme també torejaven.